# Lepidapedon filiformis
Lepidapedon filiformis är en plattmaskart. Lepidapedon filiformis ingår i släktet Lepidapedon och familjen Lepocreadiidae. Inga underarter finns listade i Catalogue of Life.